# Калинга (провинция)
Калинга (таг. Kalinga) — одна из провинций Филиппин, находится в Кордильерском административном регионе. Административный центр — город Табук.

## История
В долине реки Кагаян найдены каменные орудия и скелет разделанного древними людьми индийского носорога вида Rhinoceros philippinensis (на 13 костях были обнаружены порезы, на двух плечевых костях — удары камнем), датируемые периодом между 777 и 631 тыс. лет назад.
До 1995 года провинции Калинга и Апаяо составляли одну провинцию Калинга-Апаяо.

## География
Площадь провинции составляет 3119,7 км². Расположена на севере острова Лусон, не имеет выхода к океану. Большую часть территории занимают горы. Речная сеть представлена бассейном реки Чико, которая является притоком реки Кагаян. Граничит с Горной провинцией (на юге), провинцией Абра (на западе), Исабела (на востоке), Кагаян (на северо-востоке) и Апаяо (на севере).
Средние температуры на протяжении года изменяются от 17 до 22 °C. Сухой сезон продолжается с ноября по апрель; наиболее влажный период — с июля по октябрь.

## Население
Население по данным на 2020 год составляет 229 570 человек. Плотность населения составляет 64,63 чел/км². Согласно данным переписи 2000 года, народ калинга составляет 64,4 % населения, илоки — 24 %. Проживают также другие этнические группы.
Динамика численности населения провинции по годам:
| 2000    | 2007    | 2013    |
| ------- | ------- | ------- |
| 174 023 | 182 326 | 186 523 |

## Административное деление
В административном отношении делится на город Табук и 7 муниципалитетов:
- Балбалан
- Лубуаган
- Пасил
- Пинукпук
- Ризал (Ливан)
- Танудан
- Тинглаян

## Галерея

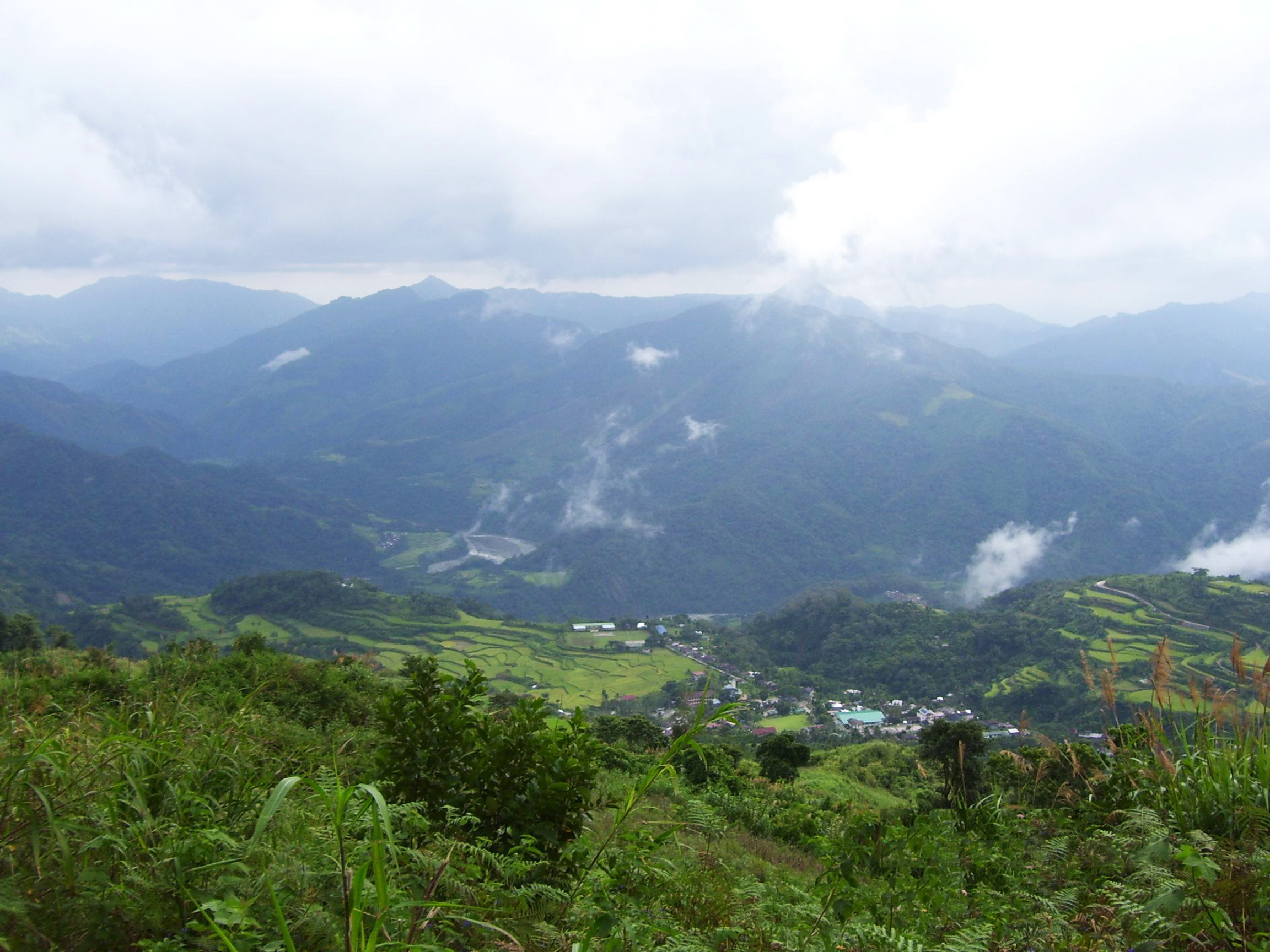
Горы в Лубуагане
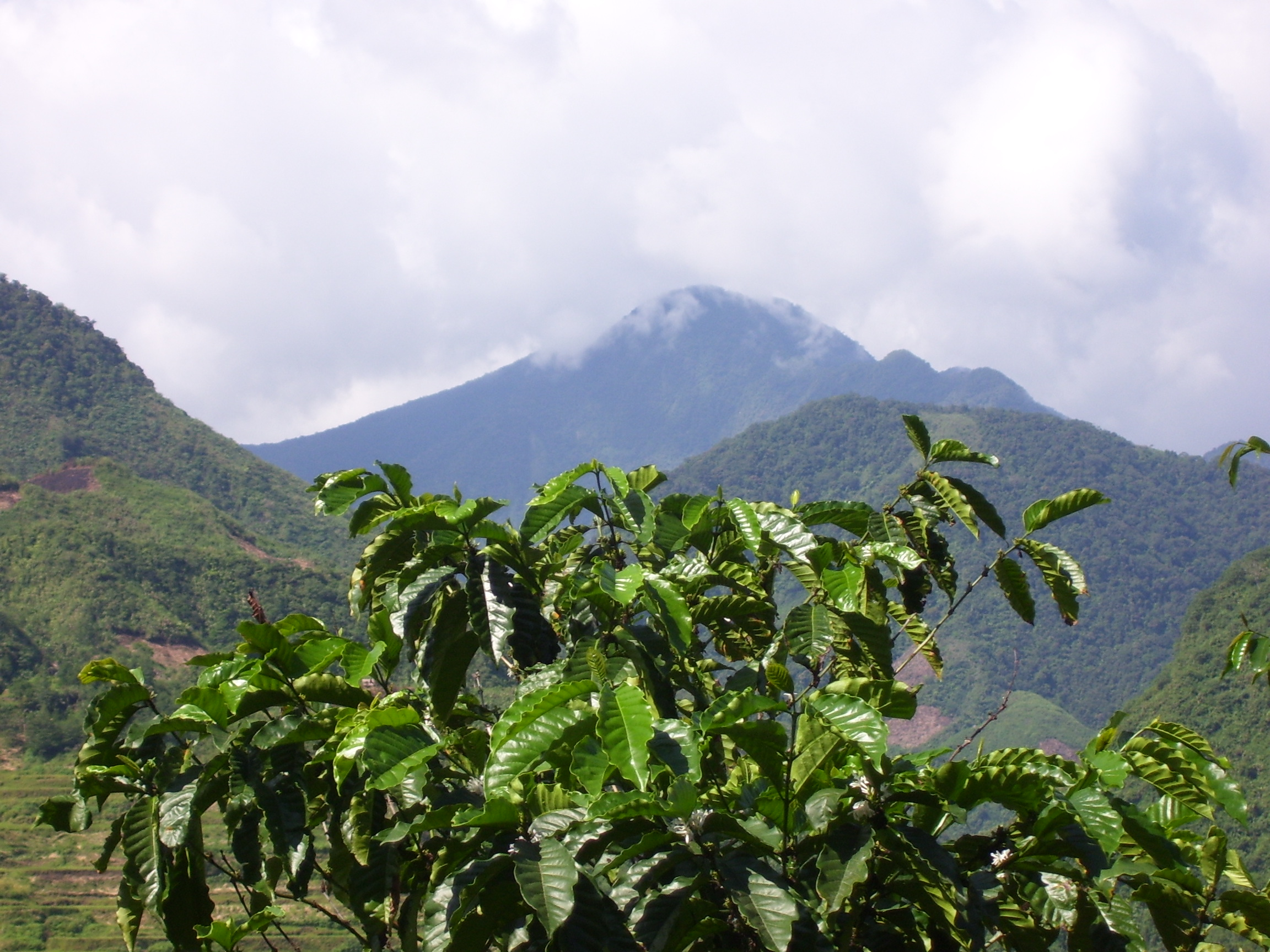
Вулкан Амбалатунган
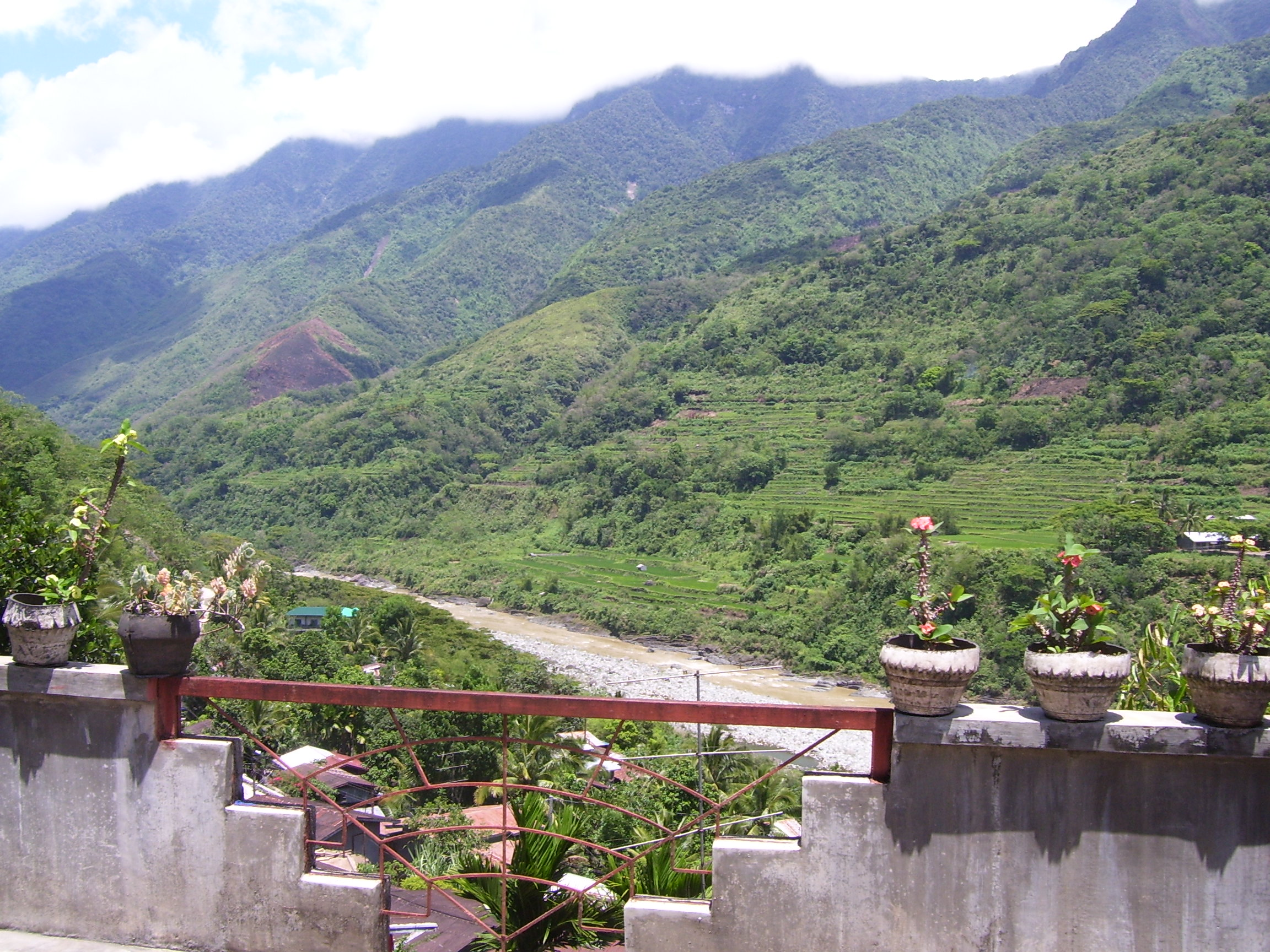
Долина реки Чико, Тинглаян